# Xenofilie
Xenofilia (din greacă veche ξένος ksenós - străin, φιλία, philia – „prietenie” sau „simpatie”) este o manifestare necritică a deschiderii și simpatiei față de tot ceea ce este diferit într-o cultură străină.

## Gândire politică
O toleranță transfrontalieră excesivă față de străini și de o altă cultură duce la convingerea că tot ce este străin este mai bun. O formă extremă a xenofiliei care determină respingerea a tot ce este indigen în favoarea unui cult față de tot ce este străin (pe motivul existenței unor inegalități culturale și al înstrăinării de elementele autohtone) este xenolatria, o viziune culturală opusă etnocentrismului. Această atitudine generează conflicte, împiedică relațiile interculturale și, ca o consecință, determină izolarea reprezentanților altor culturi. Manifestarea unei astfel de atitudini poate fi neforțată, s-ar putea datora dorinței de a câștiga popularitate sau poate fi o dovadă de corectitudine politică, calcul politic sau modă. Rezultate din convingerea cu privire la atractivitatea unei culturi diferite, stereotipurile arată numeroase contradicții, deoarece sunt formulate pe baza diverselor surse de cunoaștere și nu sunt împărțite în mod egal de toți. Străinii pot fi în același timp cruzi și buni, simpatici și amenințători, perfizi și prietenoși.

## Psihologie
Xenofilia este, de asemenea, obiectul de cercetare al psihologiei. Manifestarea unei atitudini de deschidere culturală și de căutare de contacte depinde probabil de trăsăturile de personalitate ale fiecărui individ.